# Tonopah (Nevada)
Tonopah es un lugar designado por el censo del condado de Nye, Nevada, Estados Unidos. De acuerdo con el censo de 2000, tenía 2.627 habitantes.
En las inmediaciones de Tonopah se encuentra el Tonopah Test Range.

## Historia
Tonopah fue fundada en 1901 por James Butler, después de que allí encontrara plata. Hasta 1905 tenía dos nombres, "Tonopah" (que en la lengua de los Shoshone del Oeste significa algo de agua y algunos árboles) y "Butler City". No obstante, al final se fue popularizando el primer nombre.
Desde 1905, Tonopah es la capital administrativa del condado de Nye. Durante la Segunda Guerra Mundial, se construyó un aeropuerto para el entrenamiento de pilotos de bombarderos, que hoy tiene un uso civil. Incluso hoy, los habitantes se sienten muy ligados a las fuerzas aéreas. En 1993 se erigió un monumento en homenaje a los pilotos de bombarderos que participaron en la Segunda Guerra del Golfo.

## Demografía
Según el censo de 2000, cuenta con  2,627 habitantes, 1,109 hogares y 672 familias residentes.  La densidad de población es de 62.6 hab/km² (162.1 hab/mi²).  Hay 1,561 unidades habitacionales con una densidad promedio de  37.2 u.a./km² (96.3 u.a./mi²).  La composición racial de la población es 91,24% Blanca, 0,76 Afroamericana, 1,41% Nativa americana, 0,42% Asiática, 0,30% Isleños del Pacífico, 2,82 de Otros orígenes y 3,5% de dos o más razas.  El 6,17% de la población es de origen hispano o latino, cualquiera sea su etnia de origen.
De los 1,109 hogares, en el 32,2% de ellos viven menores de edad, 48,9% están formados por  parejas casadas que viven juntas, 7,5% son llevados por una mujer sin esposo presente y 39,4% no son familias. El 34,2% de todos los hogares están formados por una sola persona y 10,1% de ellos incluyen a una persona de más de 65 años. El promedio de habitantes por hogar es de 2,33 y el tamaño promedio de las familias es de 3,03 personas.
El 27,1% de la población del CDP tiene menos de 18 años, el 6,2% tiene entre 18 y 24 años, el 29,3% tiene entre 25 y 44 años, el 27,3% tiene entre 45 y 64 años  y el 10,1% tiene más de 65 años de edad. La mediana de la edad es de 39 años. Por cada 100 mujeres hay 108,3 hombres y por cada 100 mujeres de más de 18 años hay 105,9 hombres.
La renta media de un hogar es de $37,401, y la renta media de una familia es de $47.917. Los hombres ganan en promedio 40.018 contra $22,056 para las mujeres. La renta per cápita es de $18,256. 11.2% de la población y 5.7 de las familias tienen entradas por debajo del nivel de pobreza. De la población total bajo el nivel de pobreza, el 7,3% son menores de 18 y el 19,1% son mayores de 65 años.

## Cultura
Esta pequeña ciudad alberga un museo al aire libre en el que se exponen objetos y herramientas para la extracción del oro y la plata. El mayor hotel es el Mizpah, que es de la época del fundador de la ciudad y guarda el sabor del antiguo Old West. En este mismo hotel se alojó el 73.er Senador de los Estados Unidos Key Pittman donde murió congelado en una bañera cubierta por cubitos de hielo. El hotel es conocido por estar encantado por el fantasma de Pittman y el equipo de la serie de televisión Buscadores de Fantasmas (en inglés Ghost Adventures) visitó el edificio en 2011.